# Anthony Porter
Anthony Porter (* 1955; † 5. Juli 2021) war ein US-amerikanischer Gefangener, der 1982 für den Mord an den beiden Teenagern Jerry Hillard und Marilyn Green zum Tode verurteilt wurde. Dieses Urteil wurde 1999 aufgehoben, nachdem der Journalistik-Professor David Protess und  Journalistikstudenten im Rahmen des Medill Innocence Project den Fall erneut untersucht und den Tatzeugen Alstory Simon zu einem Geständnis gebracht hatten.

## Verlauf
Am 15. August 1982 wurden zwei Jugendliche, Marilyn Green und ihr Freund Jerry Hillard, nahe einem Schwimmbecken im Washington Park in der Südhälfte von Chicago, Illinois, erschossen. Anthony Porter, ein Afroamerikaner, befand sich zu dieser Zeit in der Nähe des Tatortes und wurde auch von der Polizei angehalten, jedoch gehen gelassen, da er keine Waffe trug.
Zwei Tage später wurde Anthony Porter wegen Mordverdachts festgenommen. William Taylor hatte angeblich gesehen, wie Anthony Porter die beiden Jugendlichen tötete. Auch Alstory und Inez Simon, Freunde der Ermordeten, beschuldigten Porter. Ein Jahr später begann das Gerichtsverfahren, bei dem Anthony Porter zum Tode verurteilt wurde. Aufgrund von Gnadengesuchen wurde in den folgenden Jahren die Hinrichtung verzögert.
16 Jahre später, im September 1998, schlug der Journalistikprofessor David Protess von der Northwestern University School of Law im Rahmen seines Medill Innocence Project Studenten der Medill School of Journalism vor, Porters Fall genauer zu untersuchen. Anthony Porter stand kurz vor seiner Hinrichtung. Student Tom McCann und Privatdetektiv Paul J. Ciolino sprachen mit dem Zeugen William Taylor, der nun angab, zu der Tatzeit nicht einmal in der Nähe des Washington Parks gewesen zu sein. Er behauptete, von der Polizei bedrängt und bedroht worden zu sein, eine Falschaussage zu machen.
Die von ihrem Mann Alstory Simon mittlerweile getrennte lebende Inez behauptete, dass ihr Mann den Mord begangen hatte. Sie selbst habe Anthony Porter nie gesehen. Als Alstory Simon mit den Anschuldigungen konfrontiert wurde, gestand er die Morde auf Videoband. Das Band wurde dem zuständigen Staatsanwalt zugänglich gemacht.
Am 19. März 1999 wurde Anthony Porter von George Ryan, dem Gouverneur von Illinois, begnadigt. Ryan erklärte außerdem, dass es nur weitere Hinrichtungen in Illinois geben würde, wenn sichergestellt sei, dass solche Fehler nicht wieder vorkommen würden.
Alstory Simon wurde 1999 aufgrund seines Geständnisses zu 37 Jahren Gefängnis verurteilt. 2014 wurde er nach 15 Jahren Haft vorzeitig entlassen, da die Staatsanwältin die damalige Anklage gegen ihn wegen illegaler Erpressung eines Geständnisses fallen ließ. Alstory Simon war zum Zeitpunkt seines Geständnisses von Crack abhängig. Außerdem wurde ihm der Anwalt Jack Rimland als sein Verteidiger empfohlen, der in Wahrheit mit der Gegenseite, dem Medill Innocence Project, zusammenarbeitete.

## Filmmaterial

### Dokumentation
- 2014: A Murder In The Park - Unschuldig im Todestrakt. Von: Shawn Rech, Brandon Kimber